# Centre d'appel
Ne doit pas être confondu avec Hotline ou Centre d'assistance.

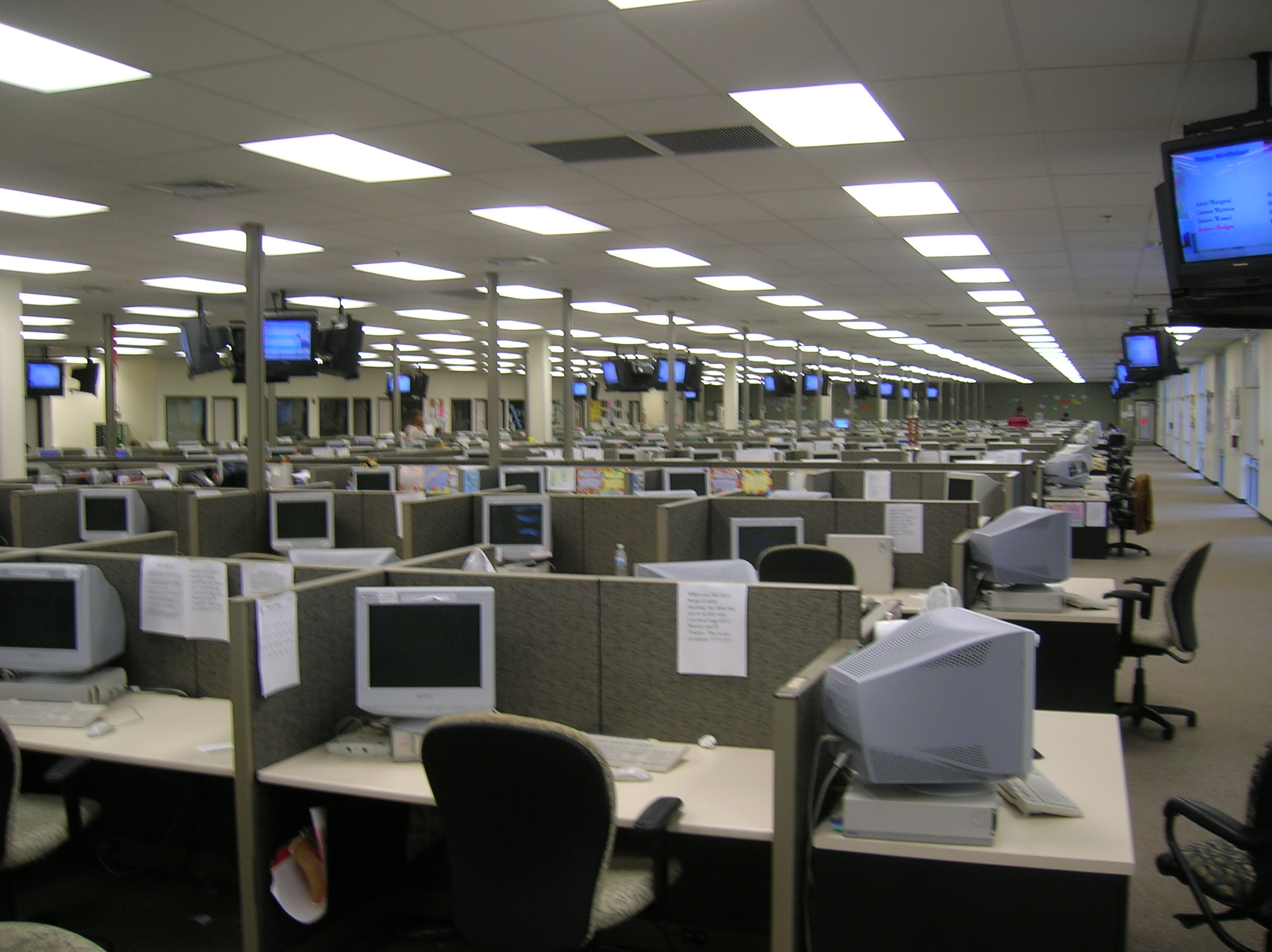
Un vaste centre d'appel situé à Lakeland, en Floride.

Un centre d'appel, aussi appelé centre d'appels, centre de contact, centre de contacts ou call center est un ensemble de moyens, humains, immobiliers, mobiliers et techniques, qui permet de prendre en charge la relation à distance entre une marque et son marché. Il est le plus souvent concrétisé par un ou plusieurs espaces de bureaux où sont distribués des appels téléphoniques, mais aussi des courriels, des courriers, etc. Ces appels peuvent être qualifiés d'entrants, lorsqu'ils sont reçus par les conseillers clientèle du centre, ou à l'inverse de sortants lorsqu'ils sont émis par eux. Équipés des dernières évolutions de la technologie des télécommunications, de nombreux centres d'appels traitent ces deux types d'appels. 
D'une manière générale, depuis le début du XXIe siècle, de nombreuses industries font appel à l'utilisation de centres d'appel principalement pour leurs relations externes mais aussi pour optimiser leurs interactions internes. C'est le cas des centres d'assistance (help desks) internes qui dépannent à distance les employés, c'est le cas aussi des plateformes créées pour renseigner les salariés sur leurs bulletins de paie, leurs droits et leurs obligations.
Le nombre des centres d’appels croît de façon exponentielle. De nombreuses entreprises industrielles ou de services offrent aujourd’hui à leurs clients un service d’accès à distance par téléphone. Il faut distinguer les centres d'appel internes aux entreprises et les centres externalisés, confiés à des prestataires de service.
De grands donneurs d'ordre, les opérateurs de télécommunications, en particulier, tels Orange ou SFR, ont recours aux deux et font appel pour sous-traiter à des sociétés leaders telle que Teleperformance. Les TPE, PME ainsi que les PMI renforcent aussi leur stratégie relationnelle et choisissent pour humaniser leur relation client des centres d'appels basés en France et plus particulièrement proches de chez eux.
Tous les centres d’appels sont équipés de solutions technologiques CRM et télécoms de dernière génération. L'avènement de la VoIP dans les télécommunications a bouleversé les procédures de travail. Et aujourd’hui différentes organisations du travail sont possibles : collaborateurs chez le client en délégation de personnel, en télétravail (ou homeshoring) et, majoritairement, dans des centres d'appel à proximité géographique ou délocalisés dans des pays où le coût de la main-d’œuvre est moins élevé. Les activités en langue française sont principalement externalisées dans les pays du Maghreb dans des gros centres de milliers de téléconseillers, mais aussi en Europe de l'Est. D'autres destinations, l'île Maurice, le Sénégal ou Madagascar, par exemple, sont également prisées en matière de BPO[réf. souhaitée].
Ces derniers temps, une alternative au centre d'appel traditionnel prend de l'ampleur sur le web. Il s'agit de plateformes de téléprospection qui mettent en relation des téléprospecteurs indépendants et des entreprises. Les téléopérateurs travaillent à domicile et définissent eux-mêmes le prix de leur prestation tout en bénéficiant d'une assistance administrative et les entreprises choisissent les téléopérateurs avec qui elles souhaitent travailler et ont la possibilité de valider ou non chaque prestation réalisée après avoir pris le temps de l'écouter.

## Terminologie
Front office et back office : Dans une entreprise, ce sont les services et les systèmes informatiques aidant à la prise de contact avec la clientèle et la prise de commandes.
Le front office, c'est le bureau de devant qui est en contact direct avec les clients.
Le back office, c'est le bureau de derrière, où l'on traite la demande ou commande du client, où l'on gère les stocks, et plus généralement les tâches administratives.
Le middle-office, c'est le facilitateur du service client assurant l'interface entre les front-offices et les back-offices. Il pallie le défaut de proximité et d'expertise des centres de productions de plus en plus centralisées.
Lorsque les équipes de conseillers clientèle sont réparties sur plusieurs centres ou à leur domicile, on parle de centre d'appels virtuel.
La technologie permet aujourd’hui d'automatiser une partie du traitement des appels grâce au couplage entre la téléphonie et l'informatique (CTI) en les confiant à des serveurs vocaux interactifs (SVI). Les dernières évolutions de ces SVI leur permet d'échanger en langage quasi-naturel avec les usagers, grâce à la reconnaissance et la synthèse vocale et à la personnalisation des dialogues.
Les centres sont au cœur de la relation client de beaucoup d'entreprises aujourd’hui. L'intégration de la téléphonie avec l'informatique permet de personnaliser le contact en présentant à l'opérateur l'ensemble des données client pertinentes au moment de l'appel et d'optimiser la distribution des appels et donc l'utilisation du temps des conseillers de clientèle. La qualité du service rendu au client et la diminution du coût de ce service est un des sujets récurrents des centres d'appels. Fréquemment le service est externalisé chez des prestataires de services qui traitent les appels de plusieurs commanditaires (20 % du total environ).
Les centres sont de plus en plus amenés à se diversifier devant l'accroissement des moyens d'entrer en contact (canaux) de manière instantanée : téléphonie, Courrier électronique, télécopie, internet, Messagerie instantanée... D'ici peu, il sera possible de rajouter la communication vidéo.

## Appels entrants
Le client constitue un élément clé. Le placer au centre des stratégies relationnelles est le moyen le plus sûr pour développer l'activité d'une entreprise. Appréhender les points d'interaction qui jalonnent le parcours client et maximiser le potentiel de chaque contact téléphonique font partie des nouvelles stratégies des entreprises. La gestion des appels entrants couvre tous les canaux de communication qu’ont les clients pour contacter les entreprises : numéro vert, callback, SAV, help desk… Pour renforcer l'accueil téléphonique client, le traitement des appels s’appuie sur des outils CRM et télécoms, comme le CTI, les ACD (en), le SVI...
La VoIP a multiplié les solutions de contact : l'ipcontact autorise de nouveaux usages rendus possibles par l’alliance d’outils CRM et des compétences humaines d’accueil de centres d’appels. La gestion du traitement des appels entrants intègre cette donne, celle de la gestion des ressources humaines. Intégré en interne, le centre d’appels impose en plus un partenariat efficace avec les autres départements de l’entreprise où il est important de communiquer sur l'existence, la raison d'être, le fonctionnement pour un résultat optimum du centre d'appels interne.
Face à ces problèmes de ressources humaines et de communication, certaines entreprises ont fait le choix de l’externalisation. Les entreprises délèguent le traitement des appels entrants pour plusieurs raisons : 
- le manque de maîtrise de l'évolution technologique ou ses délais de mise en œuvre,
- la suppression des investissements lourds de départ sur des standards téléphoniques,
- l’adaptation qu’offre les centres d’appels face à toutes les situations nouvelles ou imprévues en mettant à disposition des équipes formés et ce en très peu de temps,
- la régulation du fonctionnement des services client en particulier à certaines heures : soirées, nuits, week-ends... plus simple à gérer.

Les buts d'un centre spécialisé dans les appels entrants peuvent être multiples :
- fournir des informations, parfois doté d'un numéro vert ou d'un numéro à tarification spéciale : le consommateur obtient ainsi facilement une information personnalisée, sans se déplacer.
- prise de rendez-vous (par exemple pour des cabinets médicaux).
- prise de commandes, notamment pour la vente par correspondance.
- service après-vente : les centres d'assistance (de manière péjorative : les hotlines), très souvent pour gérer les problèmes rencontrés par les clients de FAI ou dans l'usage de tout produit ou service, fonctionnent grâce à des centres d'appels. On peut citer les centres d'assistance des fournisseurs d'ascenseurs, très prisés des usagers qui s'y trouvent parfois bloqués !

## Appels sortants
Les centres spécialisés dans les appels sortants peuvent :
- effectuer des sondages : la collecte des informations est aisée, leur informatisation et leur traitement peuvent être effectués immédiatement ;
- faire de la publicité pour une marque, voire de la prospection ou de la vente à distance : c'est là le remplacement des colporteurs et de la vente au porte à porte.

Les secteurs qui ont eu recours aux centres d'appels sortants :
- les FAI ;
- les cuisinistes ;
- les conseillers en gestion de patrimoine ;
- les banques ;
- les opérateurs télécoms ;
- les opérateurs d'électricité.

Le centre qui travaille uniquement en émission d'appels produit souvent des campagnes de prise de rendez-vous. Cette activité est devenue assez structurée. Elle est entièrement tournée vers l'excellence. Les directeurs de production travaillent avec des tableurs capables de calculer la marge brute générée en temps réel. Le travail en émission réussit si le centre met en place des processus de production structurés et clairs. 
Le temps moyen d'un appel est souvent prédéfini pour une campagne car la marge s'obtient sur le volume des appels. Une position de travail doit produire chaque jour de production un nombre bruts d'appels qui peut dépasser 250. Les plateformes d'émission sont souvent équipées de « solutions ».
Ces « solutions » permettraient d'améliorer la marge et auraient la vertu de multiplier le retour sur les investissements - parfois princiers - que doivent faire ceux qui démarrent un centre d'appels.
Cette activité est si bien structurée dans la production (taylorisme) que l'on peut écrire une espèce de trame universelle du script. Le script est parfois nommé guide d'appels ou encore de diverses autres manières. Ici, nous parlons du texte que les téléactrices et les téléacteurs doivent interpréter parfois en entier, d'autres fois pendant trois secondes. Cela dure huit ou neuf heures par jour.
Pour réussir à manager des équipes capables de tenir ce rythme, l'accent est mis sur la formation. La formation initiale puis la première formation au produit. Divers services financiers ou téléphoniques composent souvent l'offre. Elle peut s'adresser à tous particuliers ou professionnels. Chaque jour, des magazines, des abonnements à l'internet et toutes sortes de services sont vendus. Cela est bien souvent le résultat de fructueux dialogues entre une téléactrice ou un téléacteur et un interlocuteur tiré de l'anonymat d'un annuaire sur cédérom. 
Ce type d'activité fait bien souvent appel à un composeur prédictif pour améliorer le nombre d'appels aboutissant à un correspondant.

## Problèmes posés

### Les ressources humaines
La gestion des ressources humaines est l’un des principaux enjeux d'un centre d'appels. Reflet de l’image de l’entreprise, les centres d’appels assurent le contact ou l’ipcontact, en gérant l’intégralité des services de la relation client. Véritables viviers de création d'emplois, selon Bernard Caizzo (Les Centres d'appels : les nouveaux outils de la relation client), les centres d'appels américains employaient en 1998 plus de 6 millions de personnes. En Europe ce nombre était de 1,5 million en 2000.

### Risques professionnels et prévention
Travailler en centre d'appel expose les salariés concernés à des risques pour leur santé, en particulier les chocs acoustiques, qui peuvent créer un traumatisme sonore, et nécessitent de consulter immédiatement un ORL. Des mesures de prévention existent afin de limiter ces risques, en intervenant sur : 
- l'organisation du travail,
- l'environnement de travail,
- le poste de travail,
- la formation et l'information des salariés[5].

### Délocalisation
Plusieurs médias comme Le Canard enchaîné se sont insurgés contre plusieurs problèmes fréquents dans certains centres d'appel : ils sont souvent délocalisés dans des pays en développement comme le Sénégal un pays de l'Afrique de l'Ouest, où les plus formés (ayant acquis la langue désirée par le client) font alors face à un travail pénible, un salaire souvent faible ou encore une pause trop courte entre chaque appel.
Il reste la question des cadences imposées parfois exagérées, en l'absence de législation protectrice.
Cependant, différents labels ont été mis en place comme garde-fous de ces pratiques déviantes : les plus connus revendiqués par les centres d'appel qui les obtiennent sont la Norme française (NF Service) ou celui de Responsabilité sociale des entreprises. 
La prise de conscience des donneurs d'ordres est devenue nécessaire pour éviter les abus. La contrepartie consistant à ce qu'ils acceptent de payer le prix d'une prestation réalisée dans des conditions socialement acceptables.

#### En Suisse
Le domaine des centres d'appel en Suisse se démarque des autres pays en raison de ses quatre langues nationales : l’allemand, le français, l’italien et le romanche. D’autant plus que la population germanophone parle dans son propre dialecte suisse-allemand. Les sociétés nationales ne délocalisent pas leur service à la clientèle car la proximité demeure un critère principal. Non seulement un client romand n’apprécie pas qu’on lui parle avec un accent français, mais surtout le client suisse-alémanique ne tolère pas qu’on lui réponde en « bon allemand ».

#### Au Canada
Au Canada le télémarketing en centre d'appels est souvent mal vu des consommateurs, dû principalement aux nombreuses fraudes commises par ce moyen de communication. Le CRTC (Conseil de la radiodiffusion et des télécommunications canadiennes) régit le télémarketing. Il y a plusieurs règles du télémarketing au Canada à respecter notamment à propos de la liste nationale de numéros de télécommunication exclus.

#### En Afrique
Que ce soit au Maghreb ou en Afrique de l'Ouest, il existe des milliers de centres d'appel sur le continent africain. De nombreuses compagnies n'hésitent pas à confier l'externalisation de leur call center dans les pays africains. Ce qui, d'un point de vue économique, génère de nombreux emplois. Madagascar est un exemple de comment les centres d'appels boostent la croissance d'un pays. On constate que 3/4 du PIB de l'île provient directement des recettes tirées des call center. Il est à noter que, ce continent peut abriter des centres d'appels tant francophones, qu'anglophones ou hispanophones... sans que le décalage horaire ne pose de problème.

## Dans la culture
Au cinéma, quelques films ont pour thème les centres d'appels: Opération 118 318, sévices clients (2010), About Kim Sohee (2023), The Beekeeper (2024).
Une série télévisé existe aussi : The Call Centre (en) (2013).